# Marius Cornelis van Houten
Marius Cornelis van Houten (Gorinchem, 10 november 1879 – Leiden, 8 februari 1953) was een Nederlands militair en museumdirecteur.
Na zijn HBS-studie in eerst Gorinchem en later Arnhem ging hij in 1896 studeren aan de cadettenschool in Alkmaar. Daarna vervolgde hij in 1899 zijn militaire opleiding aan de Koninklijke Militaire Academie (KMA) in Breda waar hij in juli 1902 slaagde in de richting artillerie hier te lande. Aan het eind van die maand werd hij als tweede luitenant benoemd bij het 3e regiment vestingartillerie en in juli 1906 volgde promotie tot eerste luitenant. In mei 1913 stapte hij met behoud van rang over naar het wapen van de Koninklijke Marechaussee waar hij in december 1916 promoveerde tot kapitein.

## Interpol
Op 10 december 1919 stuurde Van Houten, op dat moment districtscommandant te Eindhoven, op persoonlijke titel een brief naar leidinggevenden bij de politie in tal van landen om te komen tot een conferentie ter oprichting van een internationale politieorganisatie. Deze organisatie, die mogelijk zou komen te vallen onder de Volkenbond, diende de samenwerking tussen nationale politie organisaties te stimuleren bij het bestrijden van niet-politieke internationale criminaliteit.
Zo kort na het einde van de Eerste Wereldoorlog had dit initiatief aanvankelijk geen succes. Hij had hierover later nog wel contact met Basil Thomson (hoofd van de veiligheidspolitie in Londen) en op 16 september 1921 in Amsterdam met Robert Heindl (vooraanstaand politiefunctionaris te Dresden). In 1923 organiseerde Johann Schober,  hoofdcommissaris van politie van Wenen, samen met Heindl een congres in Wenen dat gebaseerd was op Van Houtens idee. Namens Nederland waren tijdens dat 5-daags congres naast kapitein M.C. van Houten ook K.H. Broekhoff (chef van de Nederlandse Centrale inzake falsificaten) en A.H. Sirks (hoofdcommissaris van Rotterdam) aanwezig. De daar opgerichte Internationale Kriminalpolizeiliche Kommission (IKK) staat tegenwoordig bekend als Interpol. In 1934 werd hij van die organisatie ere-vicepresident. De Nederlandse vertegenwoordiging bij de meestal jaarlijkse IKK-vergadering bestond normaal gesproken uit Van Houten, Broekhoff en Sirks tot deze laatste in 1933 met pensioen gegaan waarna de Amsterdamse hoofdcommissaris Versteeg die taak op zich nam. Tijdens de IKK-bijeenkomst in 1935 te Kopenhagen werd besloten om een internationale zigeunercentrale op te richten. Na afloop van die bijeenkomst zette Van Houten zich persoonlijk in om ook in Nederland ter registratie van zigeuners een zigeunercentrale op te richten die er ook in 1937 gekomen is. Met het uitbreken van de Tweede Wereldoorlog kwam ook tijdelijk een einde aan de officiële IKK-vergaderingen en het functioneren van de IKK.

## Keizer Wilhelm II
Van Houten werd in 1920 commandant van het marechaussee-detachement in Doorn dat belast was met de bewaking van de Duitse keizer Wilhelm II die aan het eind van de Eerste Wereldoorlog naar het neutrale Nederland was gevlucht. Na zijn aankomst in Nederland woonde Wilhelm II eerst in Kasteel Amerongen en in 1920 verhuisde hij naar het landgoed Huis Doorn. Van Houten behield deze functie in Doorn tot hij rond september 1936 met pensioen ging. Tijdens die periode werd hij van kapitein bevorderd tot majoor (juli 1927), vervolgens luitenant-kolonel (oktober 1931) en rond zijn pensionering tot kolonel. Ook daarna bleef hij actief als intermediair tussen de Nederlandse autoriteiten en de keizerlijke hofhouding.

## Musea

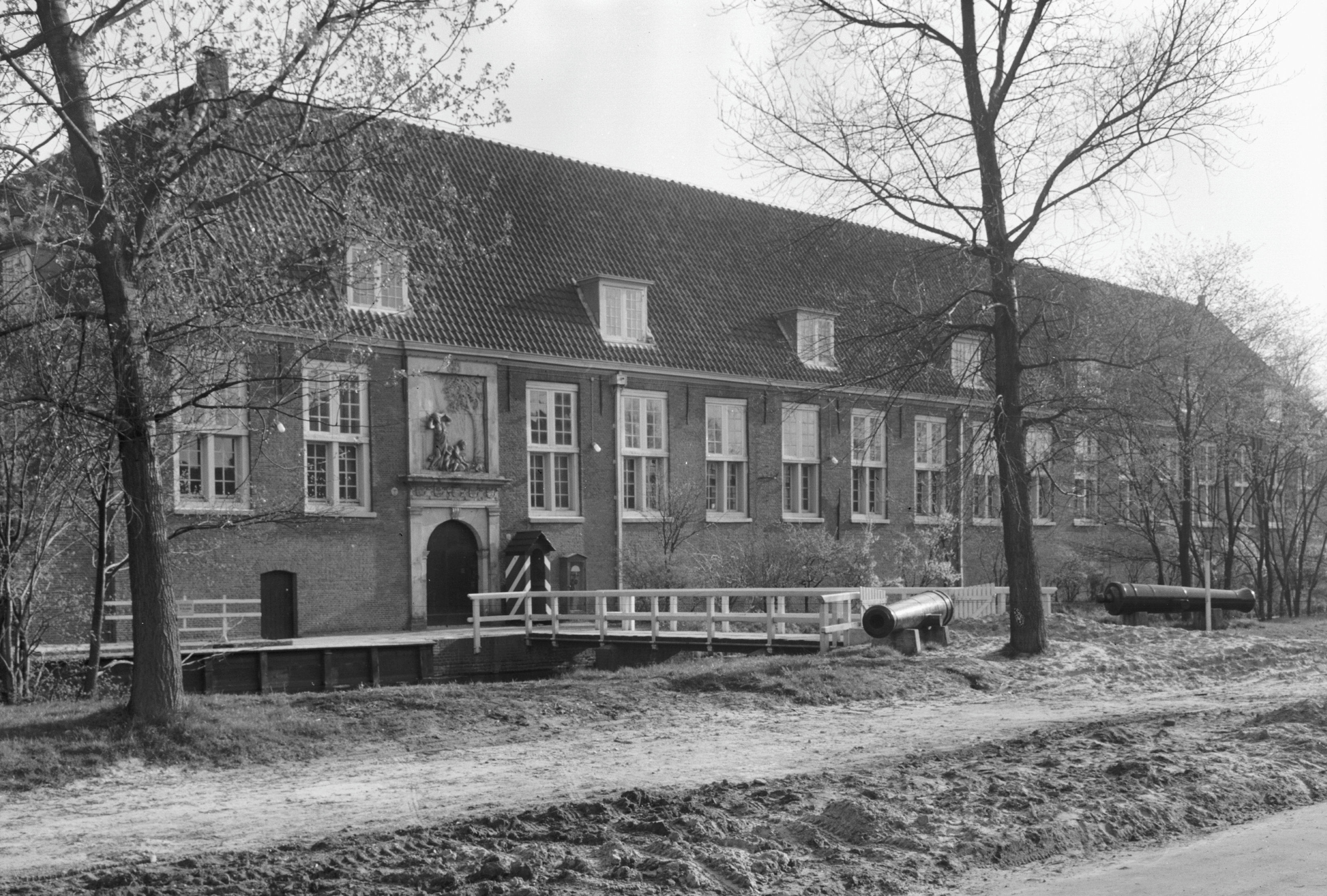
Legermuseum in Leiden, 1949-1986

Van Houten was de oprichter van het historisch museum der Koninklijke Marechaussee. Eind oktober 1936, kort na zijn pensionering, werd dit museum in Apeldoorn geopend met als basis zijn privécollectie. Eind 1938 overleed generaal F.A. Hoefer die directeur was van het in Kasteel Doorwerth gevestigde Nederlandsch Legermuseum. Na diens overlijden was enige tijd J.W. Wijn waarnemend directeur waarna in 1939 Van Houten directeur werd van dat museum. Vanwege problemen met het gebouw werd besloten het legermuseum te verplaatsen naar Leiden wat vanwege de Tweede Wereldoorlog vertraging opliep. Omdat aan het eind van die oorlog kasteel Doorwerth in de frontlinie kwam te liggen verloor het museum tijdens de Slag om Arnhem een belangrijk deel van de collectie voor zover dat nog niet verplaatst was naar Leiden. In 1946 werd hij voorzitter van het Genootschap voor Militaire Traditie en Uniformkunde. In de zomer van 1949 werd uiteindelijk het legermuseum aan de Pesthuislaan in Leiden heropend. Ongeveer een week na de watersnoodramp van 1953 overleed Van Houten op 73-jarige leeftijd. C.A. Hartmans, tot dan onderdirecteur, werd zijn opvolger als directeur van het legermuseum.

## Biografie
- Henk Pors, Marius Cornelis van Houten : marechaussee par excellence (Museumbrochure nummer 4), Stichting Vrienden van het Marechausseemuseum, Buren, 1994